# أحمد أباد (تيرجرد)
أحمد أباد (بالفارسية: احمدآباد) هي قرية تقع في إيران في قسم تيرجرد الريفي. يقدر عدد سكانها بـ 259 نسمة .